# Bartonellaceae
Bartonellaceae es una familia de bacterias gramnegativas perteneciente al orden de los Rhizobiales. Sus organismos son parásitos de los eritrocitos en el hombre y otros vertebrados, son agentes etiológicos de diversas enfermedades.
El género Bartonella perteneciente a la familia Bartonellaceae, contiene 16 especies y tres subespecies, de las cuales ocho especies son patógenas para los seres humanos.